# Palazzo Maestri
Palazzo Maestri è un edificio secentesco, rimodellato in forme neoclassiche nel XIX secolo, di Pavia, in Lombardia.

## Storia
Nel 1640 il palazzo era di proprietà dei conti Gattinara, un ramo della omonima famiglia aristocratica vercellese insediato a Pavia dalla fine del XVI secolo e dai quali prende il nome la piazzetta posta a est dell’edificio, i quali lo lasciarono in eredità, nel 1690, al marchese Francesco Lonati che, nel 1738, per sanare i debiti ereditati (insieme al palazzo) da Cesare Mercurino Augusto Gattinara, cedette l’immobile a Carlo Maestri. Pochi anni dopo, nel 1746, sempre per saldare alcuni debiti accumulati, Carlo Maestri vendette il palazzo al rettore dell’università di Pavia, il marchese Giuseppe Torelli, già proprietario di altri immobili nel medesimo isolato dell’immobile. Gli eredi del Torelli mantennero la proprietà dell’edificio fino al 1807 e il palazzo passò poi, dopo vari passaggi, nel 1900 ai Berzio-Cantù.

## Descrizione

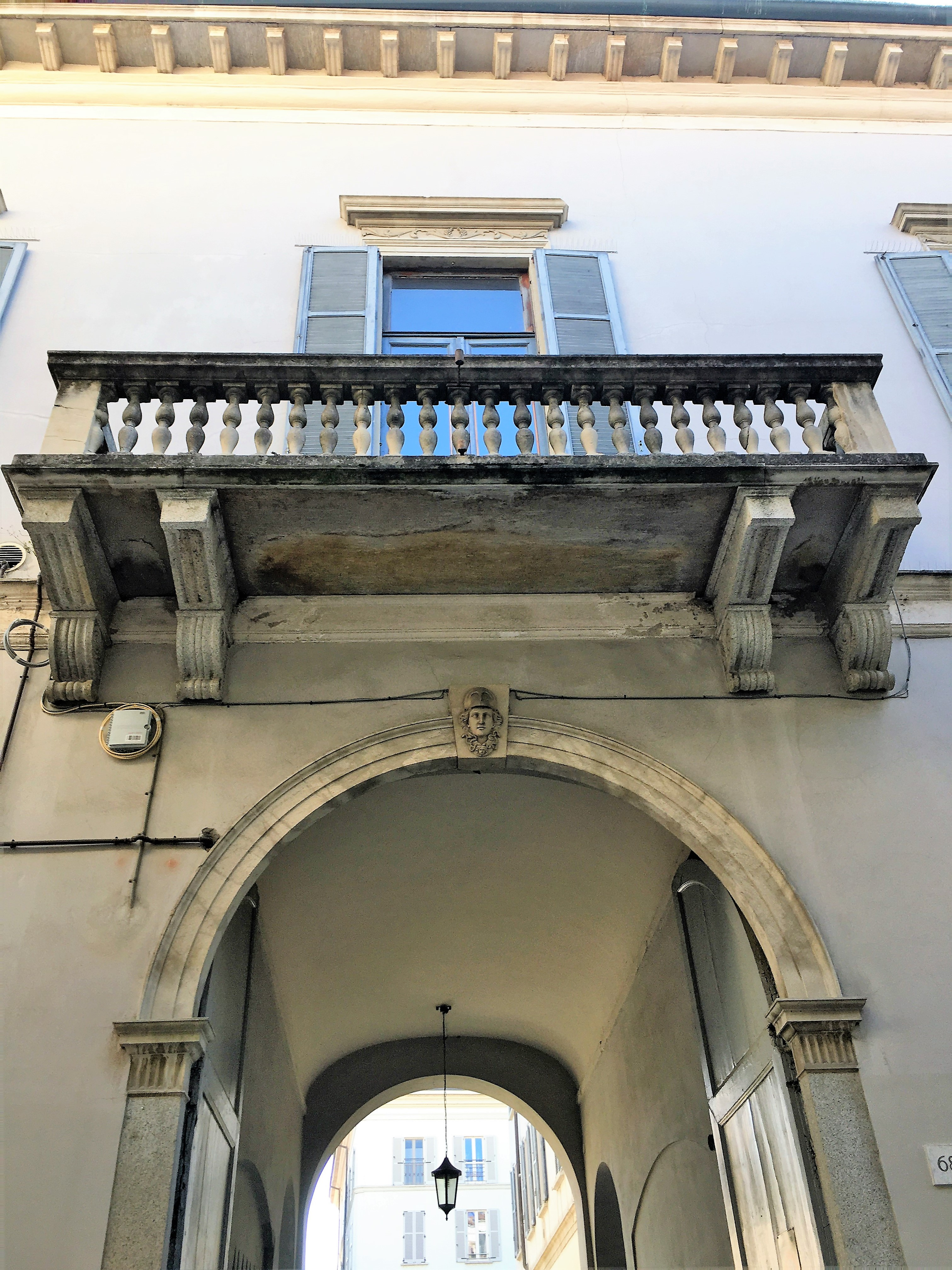
Il portone.

Il palazzo presenta una pianta a “U” rovesciata, già documentata nelle planimetrie del XVIII secolo (anche se verosimilmente dovrebbe essere più antico), formata da tre corpi di fabbrica. Nella parte finale della corte interna, parzialmente dotata di portici su colonne in granito, si trova un piccolo giardino, recintato da alte mura. L’edificio subì pesanti interventi nel 1842 che ne modificarono non tanto la planimetria, ma l’estetica, e in particolare nei prospetti, che vennero regolarizzati e risistemati in stile neoclassico. Lo scalone di rappresentanza settecentesco venne demolito e sostituito da un nuovo scalone posto però non più sotto il portico, ma nell’androne. Internamente, gran parte degli ambienti che, come riportato negli inventari settecenteschi, erano originariamente provvisti di soffitti a cassettoni lignei, vennero dotati di volte in muratura e molte sale furono affrescate con medaglioni a motivi naturalistici, spesso inseriti entro figure geometriche, cavalli alati, bighe e altri motivi di gusto neoclassico.